# Campeonato Sudamericano Sub-20 de Fútbol Playa
El Campeonato Sudamericano Sub-20 de Fútbol Playa es una competición bienal internacional de fútbol playa en que participan seleccionados nacionales menores de 20 años de los 10 miembros de la Conmebol. Es la versión sub-20 de la Copa América de Fútbol Playa.
El torneo es organizado por el organismo rector del fútbol en Sudamérica, la Conmebol, que encargó el evento en 2015 como parte de una declaración de compromiso para desarrollar el fútbol playa en el continente que implicó el establecimiento de nuevos torneos, incluido un campeonato para menores de 20 años. La primera edición tuvo lugar posteriormente en 2017.

## Resultados
| Año          | Sede       | Campeón   | Resultado      | Subcampeón | Tercero lugar | Final Resultado | Cuarto lugar |
| ------------ | ---------- | --------- | -------------- | ---------- | ------------- | --------------- | ------------ |
| 2017 Detalle | Montevideo | Brasil    | 1:1 1:0 (pen.) | Argentina  | Paraguay      | 8:1             | Colombia     |
| 2019 Detalle | Luque      | Argentina | 5:3            | Brasil     | Paraguay      | 5:4             | Perú         |
| 2023 Detalle | Iquique    | Paraguay  | 5:3            | Brasil     | Chile         | 4:4 (4:2 pen.)  | Colombia     |

## Títulos por equipos
En cursiva, se indica del torneo en equipo que fue local.
| Equipos   | Campeón  | Subcampeón     | Tercero lugar  | Cuarto lugar   |
| --------- | -------- | -------------- | -------------- | -------------- |
| Brasil    | 1 (2017) | 2 (2019, 2023) |                |                |
| Argentina | 1 (2019) | 1 (2017)       |                |                |
| Paraguay  | 1 (2023) |                | 2 (2017, 2019) |                |
| Chile     |          |                | 1 (2023)       |                |
| Colombia  |          |                |                | 2 (2017, 2023) |
| Perú      |          |                |                | 1 (2019)       |

## Premios y reconocimientos

### Goleadores por ediciones
| Temporadas | Jugadores                | Selecciones     | Goles |
| ---------- | ------------------------ | --------------- | ----- |
| 2017       | Carlos Benítez           | Paraguay        | 20    |
| 2019       | Carlos Benítez           | Paraguay        | 13    |
| 2023       | Milciades Medina Sikinha | Paraguay Brasil | 14    |

### Mejor jugador por edición
| Jugador            | Selección | Año  |
| ------------------ | --------- | ---- |
| Axel Rutterschmidt | Argentina | 2017 |
| Lucas Ponzetti     | Argentina | 2019 |

### Mejor portero por edición
| Jugador           | Selección | Año  |
| ----------------- | --------- | ---- |
| Nicolás Santillan | Argentina | 2017 |
| Fede Devoto       | Argentina | 2019 |

### PremioFair Playpor edición
| Selección | Año  |
| --------- | ---- |
| Paraguay  | 2017 |
| Bolivia   | 2019 |

## Desempeños
| Equipos\Años | 2017 (10) | 2019 (09) | 2023 (10) | Part: |
| ------------ | --------- | --------- | --------- | ----- |
| Brasil       | 1º        | 2º        | 2°        | 3     |
| Bolivia      | 7º        | 8º        | 9º        | 3     |
| Argentina    | 2º        | 1º        | 10º       | 3     |
| Chile        | 10º       | 7º        | 3°        | 3     |
| Colombia     | 4º        | 6º        | 4°        | 3     |
| Ecuador      | 9º        | 5º        | 8°        | 3     |
| Paraguay     | 3º        | 3º        | 1°        | 3     |
| Perú         | 8º        | 4º        | 5°        | 3     |
| Uruguay      | 5º        | 9º        | 6°        | 3     |
| Venezuela    | 6º        | ×         | 7°        | 2     |

### Simbología
| - 1º – Campeón - 2º – Finalista - 3º – 3º Lugar - 4º – 4º Lugar | - 5º–10º – Quinto al décimo lugar - × – No participó - q – Clasificado - – Sede |

## Clasificación general
Actualizado a la edición 2023.
| Pos | Equipo    | Part. | PJ | G  | G+ | GP | P  | GF  | GC | DG  | Pts | Avg. Pts |
| --- | --------- | ----- | -- | -- | -- | -- | -- | --- | -- | --- | --- | -------- |
| 1   | Brasil    | 3     | 18 | 13 | 1  | 1  | 3  | 106 | 50 | +56 | 42  | 2.33     |
| 2   | Paraguay  | 3     | 17 | 13 | 0  | 0  | 4  | 106 | 57 | +49 | 39  | 2.29     |
| 3   | Argentina | 3     | 17 | 12 | 0  | 0  | 5  | 67  | 58 | +9  | 36  | 2.12     |
| 4   | Perú      | 3     | 15 | 6  | 0  | 0  | 9  | 55  | 68 | –13 | 18  | 1.2      |
| 5   | Chile     | 3     | 16 | 5  | 0  | 2  | 9  | 47  | 59 | –12 | 17  | 1.06     |
| 6   | Colombia  | 3     | 16 | 5  | 1  | 0  | 10 | 53  | 74 | –21 | 17  | 1.06     |
| 7   | Ecuador   | 3     | 15 | 5  | 0  | 0  | 10 | 58  | 63 | -5  | 15  | 1        |
| 8   | Venezuela | 3     | 10 | 4  | 0  | 0  | 6  | 38  | 48 | –10 | 12  | 1.2      |
| 9   | Uruguay   | 3     | 14 | 3  | 1  | 1  | 9  | 46  | 79 | –33 | 12  | 0.86     |
| 10  | Bolivia   | 3     | 14 | 3  | 0  | 0  | 11 | 44  | 68 | –24 | 9   | 0.64     |